# Европско првенство у атлетици на отвореном 2006 — троскок за жене
Такмичење у скоку увис у женској конкуренцији на Европском првенству у атлетици 2006. у Гетеборгу, одржано је 8. и 9. августа на стадиону Улеви.
Титулу освојену 2002. у Минхену није браниила Ешја Хансен из Уједињеног Краљевства.
На овом Првенству оборен је рекорд европских првенстава, 3 лична рекорда и 4 најбоља лична резултата сезоне.

## Земље учеснице
Учествовало је 25 такмичарки из 18 земаља.
1. Белорусија (1)
2. Бугарска (1)
3. Грузија (1)
4. Грчка (2)
5. Естонија (1)
6. Италија (2)
7. Мађарска (1)
8. Молдавија (1)
9. Пољска (1)
10. Румунија (1)
11. Русија  (3)
12. Словачка (2)
13. Украјина (1)
14. Финска (1)
15. Француска (2)
16. Чешка (1)
17. Шведска (1)
18. Шпанија (2)

## Рекорди
| Рекорди пре почетка Европског првенства 2006.     | Рекорди пре почетка Европског првенства 2006. | Рекорди пре почетка Европског првенства 2006. | Рекорди пре почетка Европског првенства 2006. | Рекорди пре почетка Европског првенства 2006. |
| ------------------------------------------------- | --------------------------------------------- | --------------------------------------------- | --------------------------------------------- | --------------------------------------------- |
| Светски рекорд                                    | Инеса Кравец · Украјина                       | 15,50                                         | Гетеборг, Шведска                             | 10. август 1995                               |
| Европски рекорд                                   | Инеса Кравец · Украјина                       | 15,50                                         | Гетеборг, Шведска                             | 10. август 1995                               |
| Рекорди европских првенстава                      | Ана Бирјукова · Русија                        | 14,89                                         | Хелсинки, Финска                              | 25. август 1990                               |
| Светски рекорд сезоне                             | Татјана Лебедева · Русија                     | 15,23                                         | Атина, Грчка                                  | 3. јул 2006                                   |
| Европски рекорд сезоне                            | Татјана Лебедева · Русија                     | 15,23                                         | Атина, Грчка                                  | 3. јул 2006                                   |
| Рекорди после завршетка Европског првенства 2006. |                                               |                                               |                                               |                                               |
| Рекорди европских првенстава                      | Татјана Лебедева · Русија                     | 15,15                                         | Гетеборг, Шведска                             | 9. август 2006                                |

### Најбољи европски резултати у 2006. години
Десет најбољих европских троскокашица 2006. године до почетка првенства (8. августа 2096), имале су следећи пласман на европској и светској ранг листи. (СРЛ)
| 1.  | Татјана Лебедева    | Русија             | 15,23 | 3. јул  | 1. СРЛ  |
| 2.  | Хрисопији Девеџи    | Грчка              | 15,04 | 3. јул  | 3. СРЛ  |
| 3.  | Ана Платих          | Русија             | 14,91 | 3. јул  | 4. СРЛ  |
| 4.  | Јелена Олејникова   | Русија             | 14,63 | 12. јун | 7. СРЛ  |
| 5.  | Викторија Валукевич | Русија             | 14,60 | 18. мај | 8. СРЛ  |
| 6.  | Марија Шестак       | Србија и Црна Гора | 14,52 | 11. јун | 11. СРЛ |
| 7.  | Олесија Буфалова    | Русија             | 14,50 | 16. јул | 12. СРЛ |
| 8.  | Оксана Рогова       | Русија             | 14,49 | 12. јун | 13. СРЛ |
| 9.  | Наталија Сафронова  | Белорусија         | 14,43 | 6. јул  | 14. СРЛ |
| 10. | Аделина Гаврила     | Румунија           | 14,43 | 25. јул | 14. СРЛ |

- Тачмичарке чија су имена подебљана учествовале су на ЕП 2010.

## Освајачи медаља
|                         |                        |                   |
| Татјана Лебедева Русија | Хрисопији Девеџи Грчка | Ана Пјатих Русија |

## Сатница
| Датум           | Време | Коло          |
| --------------- | ----- | ------------- |
| 8. август 2006  | 10,05 | Квалификације |
| 9. август 2006. | 17,45 | Финале        |

## Резултати

### Квалификације
Квалификациона норма је износила 14,05 метара. У финале се пласирало девет атлетичарки које су прескочиле норму (КВ), и три на основу постигнутог резултата (кв)
| Место | Група | Атлетичар            | Земља      | #1    | #2    | #3    | Резултат (в) | Белешка |
| ----- | ----- | -------------------- | ---------- | ----- | ----- | ----- | ------------ | ------- |
| 1.    | Б     | Хрисопији Девеџи     | Грчка      | х     | 14,64 |       | 14,64 (0,6)  | КВ      |
| 2.    | A     | Татјана Лебедева     | Русија     | 14,36 |       |       | 14,36 (-0,1) | КВ      |
| 3.    | A     | Олесија Буфалова     | Русија     | 14,34 |       |       | 14,34 (0,9)  | КВ      |
| 4.    | A     | Наталија Сафронова   | Белорусија | 13,95 | 14,21 |       | 14,21 (0,3)  | КВ      |
| 5.    | Б     | Тереза Маринова      | Бугарска   | 14,03 | 14,17 |       | 14,17 (-0,2) | КВ      |
| 6.    | Б     | Ана Платих           | Русија     | 14,11 |       |       | 14,11 (0,2)  | КВ      |
| 7.    | А     | Карлота Кастрехана   | Шпанија    | x     | 14,08 |       | 14,08 (-0,3) | КВ      |
| 8.    | Б     | Терез Нзола Мезо Ба  | Француска  | 13,58 | 13,74 | 14,07 | 14,07 (1,3)  | КВ, ЛР  |
| 9.    | Б     | Олга Саладуха        | Украјина   | 14,06 |       |       | 14,06 (-1,0) | КВ      |
| 10.   | Б     | Аделина Гаврила      | Румунија   | 13,68 | х     | 14,00 | 14,00 (0,9)  | кв      |
| 11.   | Б     | Камила Јохансон      | Шведска    | х     | х     | 13,94 | 13,94 (0,7)  | кв      |
| 12.   | A     | Малгожата Трибањска  | Пољска     | 13,55 | 13,93 | х     | 13,93 (1,3)  | кв      |
| 13.   | A     | Димитра Марку        | Грчка      | 13,38 | 13,03 | 13,86 | 13,86 (1,1)  |         |
| 14.   | A     | Магдалин Мартинез    | Италија    | 13,84 | 13,77 | х     | 13,84 (-0,4) |         |
| 15.   | A     | Ами Зонго            | Француска  | 13,38 | х     | 13,67 | 13,67 (1,0)  |         |
| 16.   | A     | Наталија Килпелејнен | Финска     | 13,8  | 13,66 | х     | 13,66 (1,7)  |         |
| 17.   | Б     | Ирина Бескровнаја    | Словачка   | 13,20 | 13,45 | 13,60 | 13,60 (0,3)  |         |
| 18.   | Б     | Патрисија Сарапио    | Шпанија    | 13,57 | х     | х     | 13,57 (-0,3) |         |
| 19.   | Б     | Вера Баранова        | Естонија   | х     | 13,37 | 13,56 | 13,56 (1,3)  |         |
| 20.   | A     | Шарка Кашпаркова     | Чешка      | х     | 13,39 | х     | 13,39 (0,8)  |         |
| 21.   | A     | Александра Зеленина  | Молдавија  | х     | 13,12 | х     | 13,12 (+1,5) |         |
| 22.   | Б     | Јулија Дубина        | Грузија    | х     | х     | 12,77 | 12,77 (0,7)  |         |
| 23.   | A     | Зита Ајклер          | Мађарска   | 12,42 | х     | 12,05 | 12,42 (0,9)  |         |
| 24.   | A     | Дана Велдјакова      | Словачка   | х     | 11,44 | х     | 11,44 (-0,6) |         |
| —     | Б     | Симона ла Мантија    | Италија    | х     | х     | х     | БП           |         |

### Финале
| Место | Атлетичарка         | Земља      | #1    | #2    | #3    | #4    | #5    | #6    | Резултат (в) | Белешка |
| ----- | ------------------- | ---------- | ----- | ----- | ----- | ----- | ----- | ----- | ------------ | ------- |
|       | Татјана Лебедева    | Русија     | 14,31 | 14,69 | 14,89 | 14,92 | 14,76 | 15,15 | 15,15 (1,4)  | РЕП     |
|       | Хрисопији Девеџи    | Грчка      | 15,05 | 14,24 | х     | х     | 14,50 | 14,43 | 15,05 (0,9)  | ЛРС     |
|       | Ана Платих          | Русија     | х     | 14,64 | 14,85 | 12,91 | 14,47 | 15,02 | 15,02 (0,9)  | ЛР      |
| 4     | Олга Саладуха       | Украјина   | 14,06 | 14,35 | 12,35 | 14,38 | 14,14 | 14,05 | 14,38 (1,4)  | ЛР      |
| 5     | Олесија Буфалова    | Русија     | 14,23 | 11,74 | 13,98 | 14,07 | 14,16 | 14,02 | 14,23 (-0,8) |         |
| 6     | Тереза Маринова     | Бугарска   | х     | 14,20 | 13,97 | 14,02 | 14,16 | 14,09 | 14,20 (1,3)  |         |
| 7     | Аделина Гаврила     | Румунија   | х     | х     | 14,19 | х     | 13,92 | х     | 14,19 (0,7)  |         |
| 8     | Наталија Сафронова  | Белорусија | 14,13 | 14,02 | х     | 14,02 | х     | 14,05 | 14,13 (0,5)  |         |
| 9     | Терез Нзола Мезо Ба | Француска  | 13,76 | х     | 13,60 |       |       |       | 13,76 (0,4)  |         |
| 10    | Камила Јохансон     | Шведска    | 13,74 | 13,70 | 13,57 |       |       |       | 13,74 (1,3)  |         |
| 11    | Карлота Кастрехана  | Шпанија    | х     | 13,74 | х     |       |       |       | 13,74 (1,6)  |         |
| 12    | Малгожата Трибањска | Пољска     | 13,53 | 13,61 | х     |       |       |       | 13,61 (0,0)  |         |